# オイゲン・デュッカー
オイゲン・デュッカー（Eugen Dücker,1841年2月10日 - 1916年12月6日）は、ドイツの画家。アレンスブルク（現エストニア、クレサーレ）生まれ。

## 略歴
現在のリトアニアのサーレマー島のバルト・ドイツ人の名家、デュッカー家の出身である。妹のマリー・デュッカー(Marie Dücker : 1847-1934)も画家になった。
1858年から1862年の間、ロシアのサンクトペテルブルクのアカデミーで学んだ後、奨学金を得て、ドイツに留学しカールスルーエでカール・フリードリヒ・レッシングに学び、ミュンヘンでも学んだ。1864年からデュッセルドルフに住み、1872年からオスヴァルト・アッヒェンバッハの後を継いで、デュッセルドルフ美術アカデミーの風景画の教師を44年間にわたって続けた。デュッカーの弟子にはアデルスティーン・ノーマン、オットー・モーダーゾーン、フリッツ・オーヴァーベックらがいる。
オランダ、ベルギー、フランス、イタリアを旅し、海岸から見える海の風景を多く描いた。

## 作品

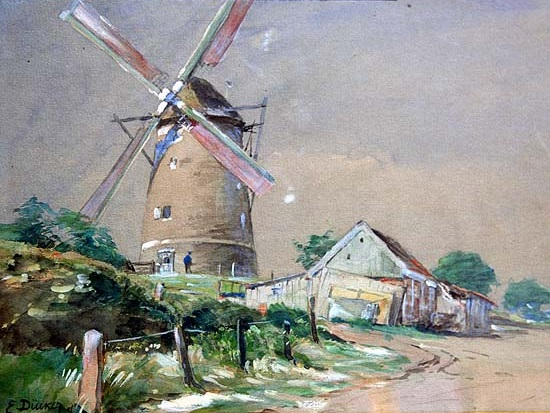
風車のある風景
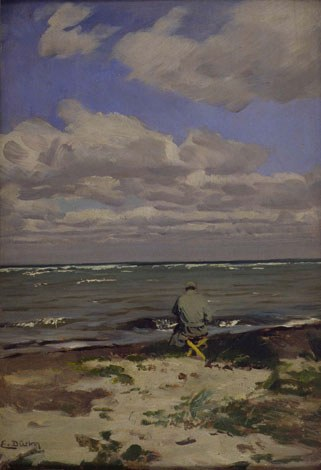
浜辺の男
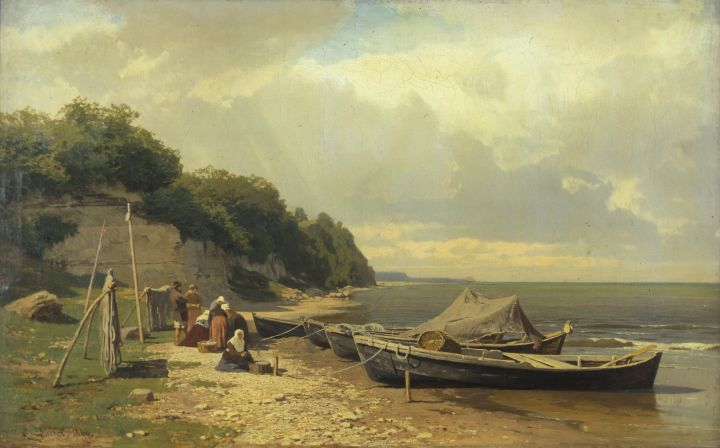
Tiskre(エストニア)の海岸(1866)
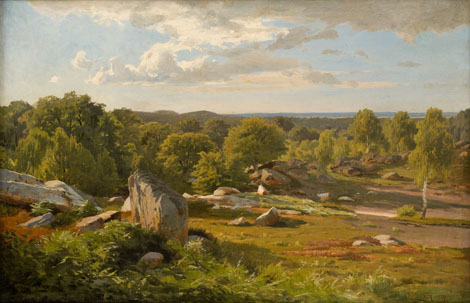
リューゲン島の風景
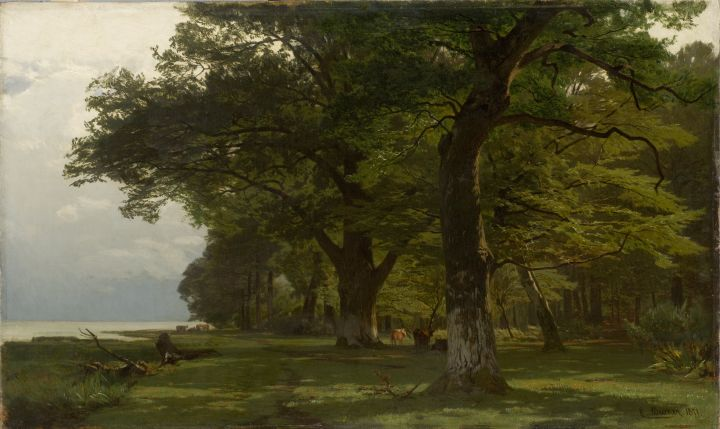
森の中の家畜の群れ (1871)
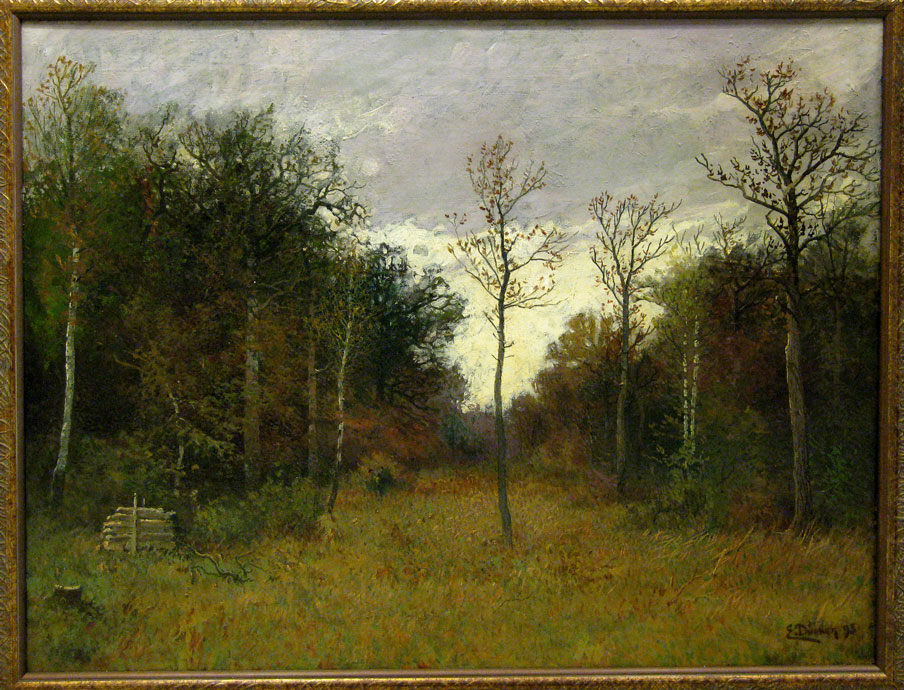
森の中の開けた場所 (1893)
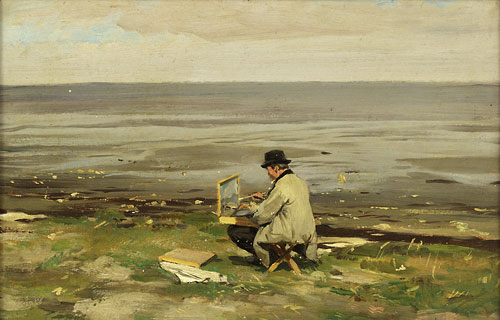
バルト海で写生する自画像 (c.1900)
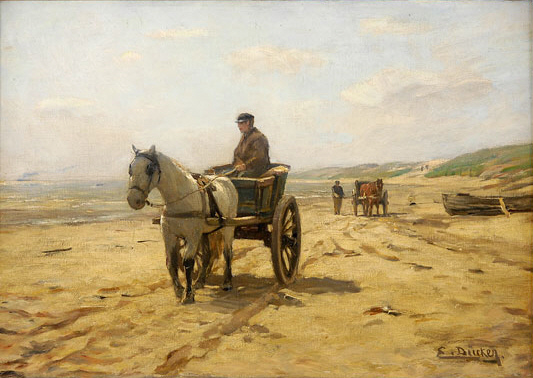
バルト海岸のエビ漁師
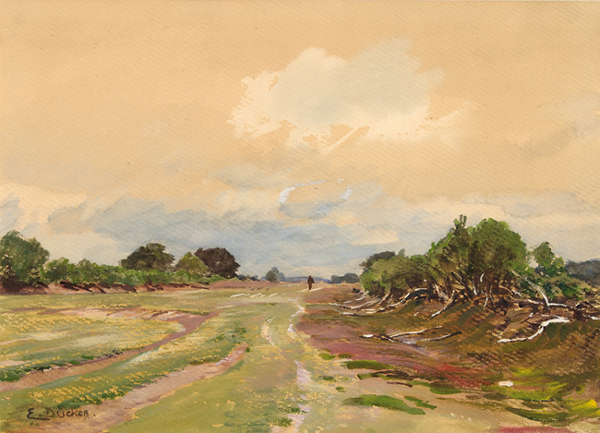
砂地の小径
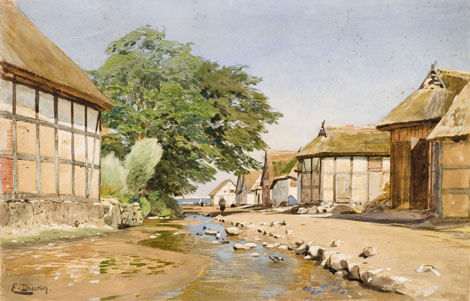
北ドイツの村
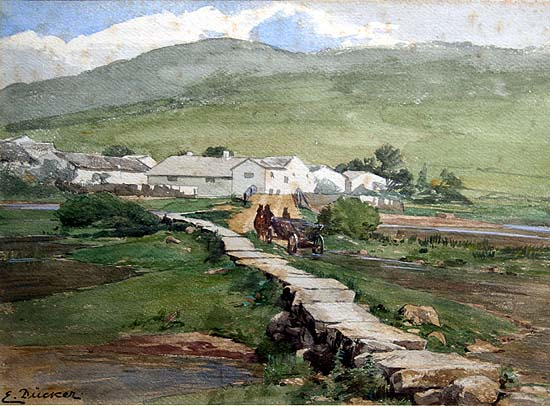
村に続く道
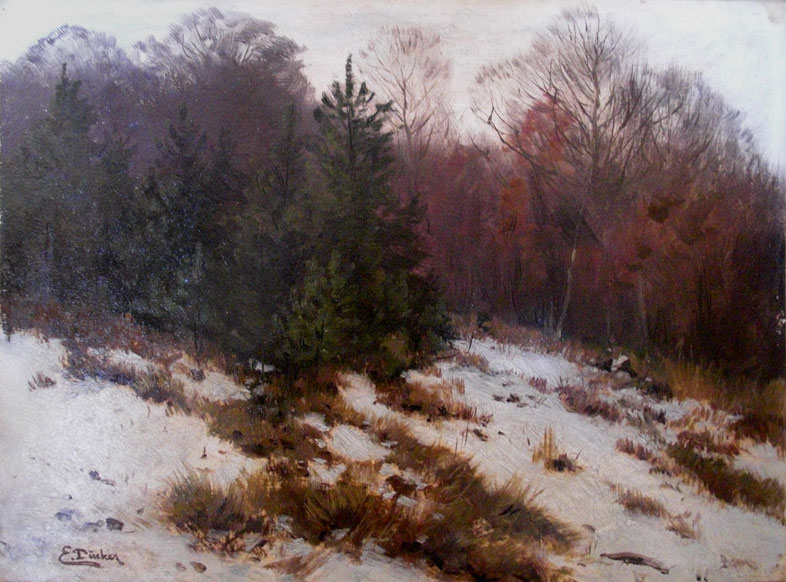
冬の風景

## オイゲン・デュッカーの教えた学生
- カール・ヴトケ (1849-1927)
- ハインリヒ・ペーターゼン＝アンゲルン (1850-1906)
- オスカー・ホフマン (1851-1912)
- フリードリヒ・シュヴィンゲ (de)(1852-1913)
- エドガー・マイヤー (de)(1853-1925)
- オロフ・イェルンベルク (1855-1935)
- オットー・ゼルナー (de)(1857-1929)
- ヘルムート・リーゼガング(1858-1945)
- オイゲン・カンプ (1861-1933)
- ハインリヒ・ヘルマンス (1862-1942)
- ゲオルク・マッコ (de)(1863-1933)
- カール・フィンネン (de)(1863-1922)
- オットー・モーダーゾーン (1865-1943)
- フリッツ・オーヴァーベック (1869-1909)
- ヴィルヘルム・フリツェル (de) (1870-1943)
- カール・ボック (de) (1873-1940)
- マックス・クラーレンバッハ (de)(1880-1952)
- ヴァルター・オフェイ (1882-1930)
- Andreas Dirks
- Willy Hamacher
- Franz Korwan
- Erich Nikutowski
- Lina von Perbandt
- Albert Pütz
- Gerhard von Rosen
- August Schlüter
- Otto Strützel,
- Willi Tillmans